# Варфоломей (Петров)
Архимандрит Варфоломей (в миру Василий Владимирович Петров; 26 апреля 1972, Астрахань) — священнослужитель Русской православной церкви, архимандрит, насельник Саввино-Сторожевского ставропигиального мужского монастыря, бывший наместник Николо-Угрешского ставропигиального мужского монастыря (2010—2021).
Тезоименитство — 11 (24) июня (память апостола Варфоломея).

## Биография
Родился 26 апреля 1972 года в Астрахани. Был крещён в отроческом возрасте.
После получения общего среднего образования в 1987 году поступил в Астраханское Мореходное училище (ныне Астраханский морской колледж Государственного морского университет имени адмирала Ф. Ф. Ушакова) на судомеханическое отделение военно-морского профиля, по окончании которого в 1991 году получил офицерское звание (младший лейтенант) и поступил в астраханский филиал Нижегородского института инженеров речного транспорта (ныне — Волжский государственный университет водного транспорта) для продолжения обучения по гражданской специальности.
Ещё будучи курсантом, становится прихожанином астраханского подворья Николо-Угрешского монастыря. Там же произошло и его знакомство с наместником Николо-Угрешской обители архимандритом Вениамином (Зарицким).
Поздней осенью 1994 года будущий отец Варфоломей приехал на Угрешу с намерением стать монахом. Время его духовного становления совпало с периодом восстановления из руин Николо-Угрешского монастыря.
6 января 1995 года принимает иноческий постриг с именем Викторин. 7 апреля 1995 года архиепископом Солнечногорским Сергием (Фоминым) рукоположён в иеродиакона. 9 июля 1995 года принял монашеский постриг с именем Варфоломей в честь апостола Варфоломея. 15 января 1996 года Патриархом Московским и всея Руси Алексием II рукоположён во иеромонаха.
В 1998 году указом Патриарха Алексия II был назначен духовником Николо-Угрешской обители.
28 мая 2000 года в день освящения Спасо-Преображенского собора монастыря и прославления преподобного Пимена Угрешского патриархом Алексием II возведён в сан игумена.
В 2004 году окончил Московскую Духовную Семинарию.
С 4 июня 2010 года, после назначения наместника монастыря епископа Люберецкого Вениамина на Пензенскую кафедру, по указу Патриарха Московского и всея Руси Кирилла, священно-архимандрита Николо-Угрешского монастыря, игумен Варфоломей приступил к исполнению обязанностей наместника обители.
Решением Священного Синода Русской Православной Церкви от 24 декабря 2010 года игумен Варфоломей назначен наместником Николо-Угрешского ставропигиального мужского монастыря.
20 апреля 2012 года удостоен права ношения креста с украшениями.
3 мая 2021 года в Успенском соборе Московского Кремля патриархом Кириллом возведён в сан архимандрита.
24 сентября 2021 года решением Священного Синода Русской православной церкви освобождён от должности наместника Николо-Угрешского ставропигиального мужского монастыря.